# 52 (tal)
52 (tooghalvtreds, på checks også femtito) er det naturlige tal som kommer efter 51 og efterfølges af 53.

## Inden for videnskab
- 52 Europa, asteroide
- M52, åben stjernehob i Cassiopeia, Messiers katalog

## Andet
Desuden er 52:
- atomnummeret på grundstoffet tellur.
- international telefonkode for Mexico.

## Eksterne links
- Wikimedia Commons har flere filer relateret til 52 (tal)